# Willi Göber

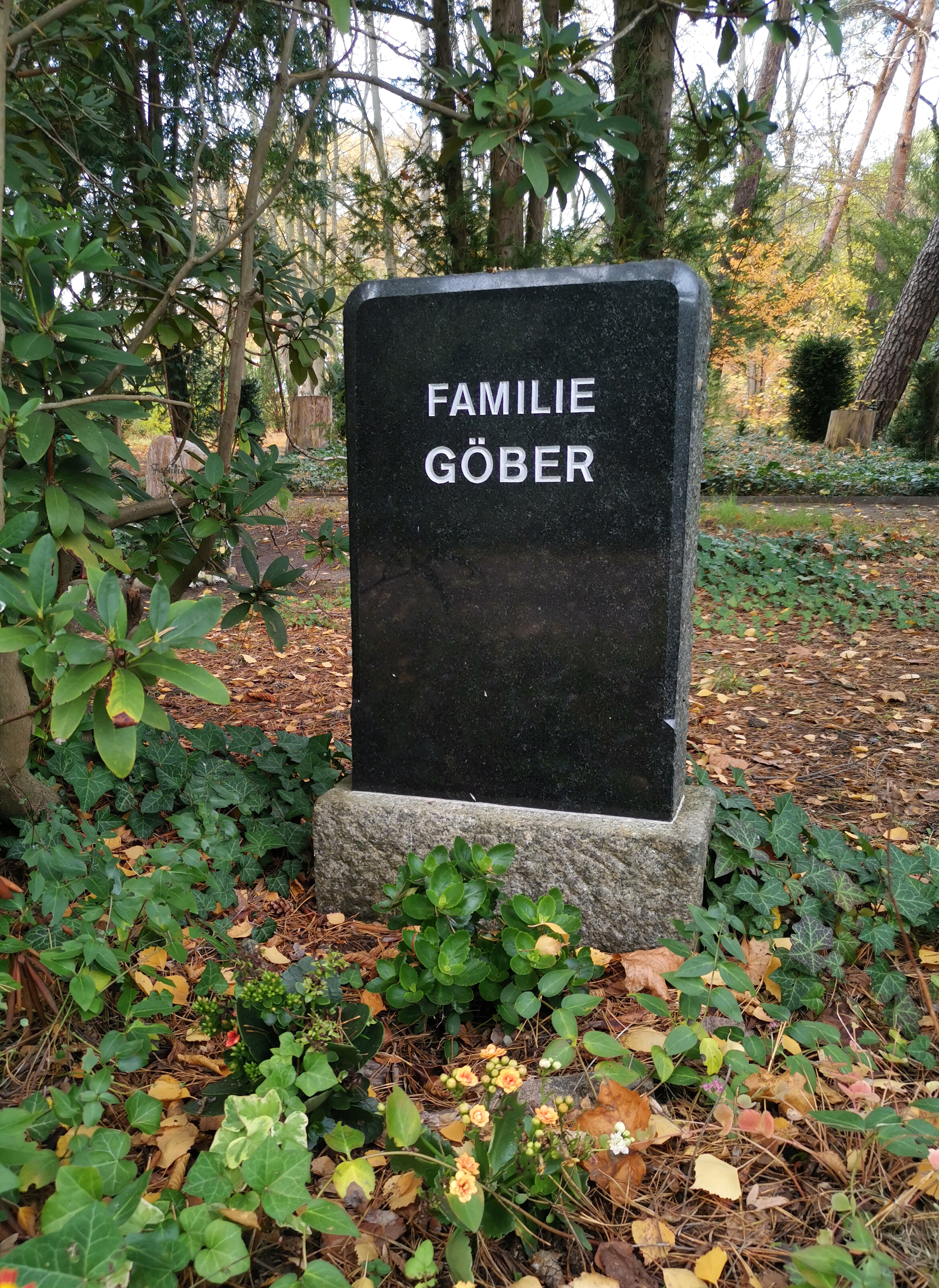
Grab auf dem Friedhof Pankow III, Abt. UWG

Willi Göber (* 23. Dezember 1899 in Hannover; † 1. Juli 1961 in Berlin) war ein deutscher Bibliothekar.

## Leben
Willi Göber besuchte das Städtische Gymnasium in Halle (Saale) und trat nach der Reifeprüfung (Mai 1917) den Militärdienst im Ersten Weltkrieg an. Nach einer Verwundung, die ihn untauglich machte, kehrte er nach Halle zurück und studierte an der dortigen Universität Klassische Philologie und Sprachwissenschaft. Am 23. Mai 1924 wurde er mit einer Dissertation über den Prosarhythmus in Theodorets Kirchengeschichte zum Dr. phil. promoviert. Die Arbeit erhielt das Prädikat „summa cum laude“ und wurde nach ihrem Erscheinen (1926) von der Fachöffentlichkeit gelobt. Am 25. Juli 1924 bestand Göber das Staatsexamen mit Auszeichnung.
Nach dem Studium trat Göber in den preußischen Bibliotheksdienst ein. Er arbeitete an der Universitätsbibliothek Halle, zunächst als Hilfsarbeiter, ab dem 1. April 1926 als Volontär des wissenschaftlichen Dienstes. Gleichzeitig hielt er im philologischen Proseminar der Universität Halle Übungen ab. Am 22. Oktober 1927 absolvierte er in Berlin die bibliothekarische Fachprüfung.
Zum 1. Januar 1928 wurde Göber an die Staats- und Universitätsbibliothek Breslau versetzt, wo ihm die Katalogisierung der Handschriften übertragen wurde. In mehr als zehnjähriger Arbeit erstellte Göber einen Katalog, der in der Reihe Verzeichnis der Handschriften im Deutschen Reich erscheinen sollte. Zu Göbers Lebzeiten erschien jedoch nur die erste Lieferung (1938). Der zweite Band, im Manuskript bereits abgeschlossen, gelangte im Zug der Kriegsereignisse in die Sowjetunion und wurde von dort an die Universität Breslau zurückgegeben, wo der Bibliothekar Konrad Jażdżewski sie in mühevoller Kleinarbeit überarbeitete. Der Band erschien 1982 unter dem Titel Catalogus manu scriptorum codicum medii aevi latinorum signa 180–260 comprehendens. Neben der Arbeit an der Bibliothek gab Göber auch als Lehrbeauftragter im Fach Klassische Philologie Lehrveranstaltungen (ab dem Wintersemester 1929/30).
Gegen Ende des Zweiten Weltkriegs floh Göber aus Breslau und zog nach Halle, wo er sich an der Wiedereingliederung der ausgelagerten Bücherbestände beteiligte und ab dem Wintersemester 1950/51 als Lehrbeauftragter Klassische Philologie lehrte. Zum 1. April 1952 wurde Göber zum Direktor der Universitätsbibliothek der Humboldt-Universität zu Berlin ernannt. Göber bemühte sich um den Ausbau und die Modernisierung des dortigen Bibliotheksbetriebs. Er baute unter anderem ein Fernleihsystem auf, dem schließlich über 1300 Institutionen angehörten. Außerdem gab er ein Verzeichnis der in der Universitätsbibliothek und ihren Fakultäts- und Institutsbibliotheken vorhandenen Zeitschriften und Zeitungen aus der Sowjetunion 1945–1959 in Auftrag und gab gemeinsam mit Friedrich Herneck eine dreibändige Festschrift zum Universitätsjubiläum (1960)  sowie die Wissenschaftliche Zeitschrift der Humboldt–Universität zu Berlin heraus.
In Berlin beteiligte sich Göber auch an der akademischen Lehre. Ab dem Wintersemester 1952/53 war er Lehrbeauftragter für Klassische Philologie. Am 31. Januar 1953 wurde er zum Professor der Bibliothekswissenschaft ernannt. Zum 14. Oktober 1954 wurde er zum ordentlichen Mitglied der Sektion für Altertumswissenschaften der Deutschen Akademie der Wissenschaften zu Berlin gewählt. Ab 1954 verwaltete er auch den Lehrstuhl für Griechische Philologie in vollem Umfang. Am 1. Januar 1961 wurde er zum Professor mit vollem Lehrauftrag für griechische Sprache und Literatur ernannt. Zugleich lehrte er weiterhin als Professor mit Lehrauftrag Bibliothekswissenschaften.

## Schriften (Auswahl)
- Quaestiones rhythmicae imprimis ad Theodoreti historiam ecclesiasticam pertinentes. Berlin 1926 (Dissertation)
- Ein spätantiker Pergamentkodex des Dionysius Thrax. P. Hal. 55a. In: Mittelalterliche Handschriften. Festgabe zum 60. Geburtstage von Hermann Degering. Leipzig 1926, S. 111–118
- Verzeichnis der Handschriften im Deutschen Reich: Die Handschriften der Staats- und Universitätsbibliothek Breslau. Band 1, Leipzig 1938
- Bernhard Weissenborn. Verzeichnis seiner wissenschaftlichen Veröffentlichungen. Leipzig 1951
- Aus der Arbeit der wissenschaftlichen Bibliotheken in der Deutschen Demokratischen Republik. Leipzig 1955
- mit Friedrich Herneck: Forschen und Wirken. Festschrift zur 150-Jahr-Feier der Humboldt-Universität zu Berlin 1810–1960. Drei Bände, Berlin 1960
- Die Universitätsbibliothek. Grundzüge ihrer Entwicklung. (In: Beiträge zur Institutsgeschichte der Humboldt–Universität zu Berlin. Wissenschaftliche Zeitschrift der Humboldt–Universität zu Berlin. Beiheft zum Jubiläumsjahrgang IX, 1959/60., Berlin 1961, S. 1–14)